# Ксандров, Владимир Николаевич

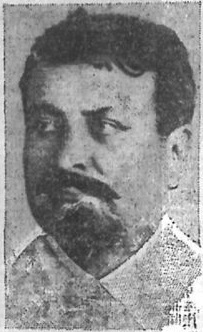
В. Н. Ксандров в 1927 г.

Владимир Николаевич Ксандров (укр. Володимир Миколайович Ксандров, 31 декабря 1876 (12 января 1877), Малая Алексеевка, Бирюченский уезд, Воронежская губерния (по другим данным Святой Крест, Ставропольская губерния), Российская империя — 15 апреля 1942, Малмыж, Кировская область, Советский Союз) — советский хозяйственный деятель, организатор гражданской авиации СССР, председатель Главного концессионного комитета.

## Биография
Родился в дворянской семье. С 1885 учился в Бирючинском уездном училище, затем перешёл в Воронежское реальное училище. С 1895 студент Харьковского технологического института, после окончания второго курса отчислен, с 10 февраля 1899 под гласным надзором полиции с воспрещением жительства в столицах, столичных губерниях и университетских городах. Такая мера пресечения была применена к нему по предписанию департамента полиции за участие в публикации запрещённых произведений.   Работал чертёжником в Управлении Рязано-Уральской железной дороги. В 1901 году арестован, осуждён на ссылку в Вологодскую губернию. Член РСДРП с 1904. После ссылки работал руководителем типографии «Дело». В 1908 арестован и отправлен в ссылку в Симбирск, в январе 1916 приехал в Петроград.
После революции в 1917 вернулся в Симбирск, где стал членом местного совета рабочих депутатов. В октябре того же года возглавил Симбирский революционный комитет, впоследствии ставший членом Симбирского губернского комитета РКП(б). С декабря 1917 по февраль 1918 председатель исполнительного комитета Симбирского губернского совета. С 1918 по 1920 председатель Главного топливного комитета Высшего совета народного хозяйства (ВСНХ) РСФСР, член коллегии Народного комиссариата путей сообщения РСФСР, чрезвычайный комиссар Главного управления путей сообщения на Восточном фронте, чрезвычайный комиссар Главного управления путей Обороны РСФСР по вывозу имущества из Петрограда, уполномоченный Совета труда и обороны РСФСР на Южном фронте, уполномоченный Совета труда и обороны РСФСР на Западном фронте.
С 17 февраля 1920 член Промышленного бюро Украинской ССР. С 18 марта 1920 того же года уполномоченный Народного комиссариата путей сообщения РСФСР по Украинской ССР. С 1920 по 1921 член президиума и заместитель председателя Украинского совета народного хозяйства, особоуполномоченный Совета труда и обороны РСФСР на Донбассе. С 27 марта 1921 председатель Комиссии по улучшению быта рабочих при Всеукраинском ЦИК. В том же году становится членом Комитета государственных сооружений РСФСР. В 1921–1922 годах — председатель Государственной плановой комиссии при СНК Украинской ССР. В 1922—1923 председатель президиума Украинского совета народного хозяйства. С августа 1922 по 1923 заместитель председателя Совета народных комиссаров Украинской ССР. С 11 апреля 1923 года председатель правления Украинского акционерного общества воздушных сообщений Укрвоздухпуть. С 1 ноября 1923 по 25 декабря 1929 член Президиума Высшего совета народного хозяйства СССР. С 1923 председатель Высшей арбитражной комиссии СССР, председатель правления Промышленного банка СССР. С 1924 года председатель правления Российского общества добровольного воздушного флота Добролёт. С марта по 17 ноября 1927 заместитель председателя, с 17 ноября 1927 по 1929 председатель Главного концессионного комитета СССР. Затем член президиума Государственной плановой комиссии при СНК СССР. С 1931 председатель Высшего технического совета Народного комиссариата путей сообщения СССР. С 1934 начальник службы пути Управления западных железных дорог (Московско-Казанской железной дороги) Народного комиссариата путей сообщения СССР. С 1937 по 1938 начальник строительства Гайно-Кайской железной дороги в Кировской области.
В 1938 арестован органами НКВД. 20 апреля 1941 приговорён к 10 годам заключения, а год спустя умер в городской тюрьме. 21 мая 1955 судебная коллегия по уголовным делам Верховного суда СССР своим определением приговор Кировского областного суда от 20 апреля 1941 в отношении В. Н. Ксандрова отменила и дело за недоказанностью предъявленного обвинения производством прекратила. В результате посмертно реабилитирован.

## Семья
- Дочь замужем за сыном А. Ф. Толоконцева, осуждённого на 10 лет ИТЛ как ЧСИР.
- Внучка — Наталья Борисовна Ксандрова.

## Публикации
- Полярный Ф. И., Ксандров В. Н. Вся Украина и Крым. Х.: Укрвоздухпуть, 1926.[2][3]